# Santa Úrsula (Hidalgo)
Santa Úrsula es una localidad de México perteneciente al municipio de Huehuetla en el estado de Hidalgo.

## Geografía
Se encuentra en la región de la Sierra de Tenango; a la localidad le corresponden las coordenadas geográficas 20° 25’ 12.492” de latitud norte y 98° 6’ 16.38” de longitud oeste, con una altitud de 924 m s. n. m. Se encuentra a una distancia aproximada de 5.33 kilómetros al suroeste de la cabecera municipal, Huehuetla.
En cuanto a fisiografía se encuentra dentro de las provincia de la Sierra Madre Oriental, dentro de la subprovincia del Carso Huasteco; su terreno es de sierra. En lo que respecta a la hidrografía se encuentra posicionado en la región Tuxpan – Nautla, dentro de la cuenca del río Tuxpan, en la subcuenca del río Pantepec. Cuenta con un clima semicálido húmedo con lluvias todo el año.

## Demografía
En 2020 registró una población de 1432 personas, lo que corresponde al 6.27 % de la población municipal. De los cuales 687 son hombres y 745 son mujeres. Tiene 378 viviendas particulares habitadas.
| Gráfica de evolución demográfica de Santa Úrsula entre 1900 y 2020                            |
|                                                                                               |
| Población de los censos y conteos del Instituto Nacional de Estadística y Geografía (INEGI) . |

## Economía
La localidad tiene un grado de marginación alto y un grado de rezago social medio.